# Російська імперія на літніх Олімпійських іграх 1900
Російська імперія дебютувала на літніх Олімпійських іграх 1900 в Парижі і була представлена 4 спортсменами в двох видів спорту. 

## Результати змагань

### Кінний спорт
| Змагання          | Спортсмен       | Час, висота, дистанція | Місце |
| ----------------- | --------------- | ---------------------- | ----- |
| Конкур            | невідомо        | невідомо               | 4-37  |
| Стрибки в висоту  | невідомо        | невідомо               | 7-19  |
| Стрибки в довжину | Володимир Орлов | невідомо               | 9-17  |
| Стрибки в довжину | Ілля Поляков    | невідомо               | 9-17  |
| Хакс та хантер    | Ілля Поляков    | невідомо               | 5-31  |
| Почтові перегони  | Ілля Поляков    | невідомо               | 5-31  |
| Почтові перегони  | Володимир Орлов | невідомо               | 5-31  |

### Фехтування
Російська імперія була представлена на Олімпійських змаганнях з фехтування трьома спортсменами: французом - Юліаном Мишо, українцем - Петро Заковорот та ще один учасник, ім'я якого невідомо. 
В протоколах прізвище Петра Заковорота було спотворено і читається як «Закарот», але іншого фехтувальника зі схожим прізвищем серед учасників не було. Прізвище третього спортсмена невідомо, тому що в протоколах зазначені тільки імена фіналістів, які посіли місця з 1 по 8.
Серед суддів, які обслуговали турнір, було два з Російської імперії: Сергій Боткін - член суддівської колегії турнірів по шпазі і Адам Богатський - член суддівської колегії турнірів з шаблі. 
| Змагання            | Спортсмени      | Перший раунд | Перший раунд | Перший раунд | Чвертьфінал | Чвертьфінал | Чвертьфінал | Додатковий раунд | Додатковий раунд | Додатковий раунд | Півфінал | Півфінал | Півфінал | Фінал   | Фінал   | Фінал |
| Змагання            | Спортсмени      | Перемог      | Поразок      | Місце        | Перемог     | Поразок     | Місце       | Перемог          | Поразок          | Місце            | Перемог  | Поразок  | Місце    | Перемог | Поразок | Місце |
| ------------------- | --------------- | ------------ | ------------ | ------------ | ----------- | ----------- | ----------- | ---------------- | ---------------- | ---------------- | -------- | -------- | -------- | ------- | ------- | ----- |
| Шабля серед маестро | Юліан Мишо      | невідомо     | невідомо     | 1-4          |             |             |             |                  |                  |                  | 6        | 1        | 2        | 3       | 4       | 5     |
| Шабля серед маестро | Петро Заковорот | невідомо     | невідомо     | 1-4          | 5           | 2           | 3           | 2                | 5                | 7                |          |          |          |         |         |       |

## Судді
Серед членів журі та суддів на Олімпіаді в Парижі 1900 року були також й вихідці з України [Олександр Кованько].
Офіційна делегація журі від Російської імперії:
- Олександр Кованько (в протоколі: M. Kowanko)[3] — головний суддя (Commissaire général)
- Сергій Боткін(інші мови) (в протоколі: Charles BOTKINE)[4] — фехтування на шпагах
- Адам Богатський (Adam de Bogatski)[5] капітан драгунів Волинського лейб-гвардійського полку(інші мови) — фехтування на шаблях.
- De Bioncourt[6] — стрільба.
- Князь Сергій Голіцин[ru] (le prince Serge GALITZINE)[7] — кінний спорт.
- Князь Петро Трубецький[ru] (le prince TROUBETZKOY)[7] — кінний спорт.
- Адмірал Микола Зеленой (l’amiral DE ZËLÉNOY Nicolas)[8], представник міністерства Імператорського флоту — вітрильний спорт
- Граф Григорій Ностіц[ru] (le comte NOSTITZ)[8] — вітрильний спорт
- Державний радник Іван Гопфенгаузен[ru] (Hoppenhausen, conseiller d'État)[9] — змагання пожежних команд (президент журі)
- Полковник Кирилов (le colonel N. KIRILOFF)[9] — змажання пожежників

## Вихідці з України
- Петро Заковорот
- Ілля Поляков(інші мови)